# 高浸透圧高血糖症候群
高浸透圧高血糖症候群(こうしんとうあつこうけっとうしょうこうぐん、英語: hyperosmolar hyperglycemic syndrome; HHS)とは、糖尿病の合併症である。2型糖尿病を基礎疾患に有する高齢者が、感染症などを契機に急性発症することが多いとされている。別名非ケトン性高浸透圧性昏睡(ひケトンせいこうしんとうあつせいこんすい、英：nonketotic hyperosmolar coma, NKHC)。

## 病態
基本的な病態としては、高浸透圧血症によって脳神経細胞が脱水をきたし、障害される。高浸透圧血症の要因としては、血液中のブドウ糖濃度の急激な上昇と、これに伴って腎臓から過剰にグルコースが排泄（尿糖）されて浸透圧利尿が生じることの2点が重要であるが、発症の契機としての感染に伴う不感蒸泄の亢進、また中枢神経障害に伴う口渇中枢の機能低下もさらにこれを促進するため、血漿浸透圧は350 mOsm/L以上まで上昇する。また浸透圧利尿はさらに高ナトリウム血症をもたらし、中枢神経障害を助長する悪循環となる。
類似した症候を示すものとして糖尿病性ケトアシドーシス(DKA)があるが、HHSの場合、内因性のインスリンの分泌は保たれているためにインスリン依存状態には陥らず、ケトン体が生成されずアシドーシスも軽度であるため、病態は若干異なるものとなっている。
HHSにおける特徴的な血液検査所見、
1. 血糖値が600mg/dL以上
2. 血漿浸透圧が350mOsm/L以上
3. pH7.2以上、HCO−
3 18mEq/L以下

なお、厳密な判断基準ではない。

## 要因
発症のきっかけとなるのは、利尿・利尿薬、感染、高カロリー輸液、経管栄養などである。

## 治療
血糖値を下げ、浸透圧を正常化するため、
輸液
初期は0.45 %低張食塩水（あるいは生理食塩水と5 %キシリトールを50 %ずつ混和）とし、血清ナトリウム濃度が130 mEq/Lまで補正されたところで生理食塩水に切り替える。
なお、この治療法はグルコース・インスリン療法（G-I療法）そのものであるため、低カリウム血症が出現する危険がある。この場合、塩化カリウムを1時間に20 mEq/Lの速度で補給する。
インスリン投与
糖尿病性ケトアシドーシスと同様に行なう。
などを行う。